# Robin Pröpper
Robin Pröpper (* 23. September 1993 in Arnhem, Gelderland) ist ein niederländischer Fußballspieler. Seit 2025 steht er beim FC Twente Enschede unter Vertrag.

## Werdegang

### Verein
Pröpper begann in der Jugend des VDZ in Arnheim, bevor er 2008 in die Jugend von Vitesse Arnheim wechselte. Dort blieb er ein Jahr und wechselte 2009 in die Nachwuchsabteilung von BV De Graafschap. Dort spielte er bis zur U19, bevor er 2011 einen ersten Profivertrag erhielt. Dieser wurde schließlich 2015 letztmals verlängert. Zwischen 2011 und 2016 spielte er insgesamt 131 Spiele für den Verein in der Eerste Divisie sowie nach dem Aufstieg 2015 in der Eredivisie. Dabei gelangen ihm insgesamt neun Tore. Zudem wurde er in der zweiten Mannschaft in der Beloften Eredivisie insgesamt 25 mal eingesetzt. 2016 wechselte er zu Heracles Almelo und erhielt dort einen Dreijahresvertrag. Dabei bestritt er in seiner ersten Saison neben ersten Einsätzen in der Eredivisie auch vier Spiele für die zweite Mannschaft.
Im August 2024 wechselte Pröpper zu den Glasgow Rangers nach Schottland. Nach nur einer Saison in Glasgow wechselte Pröpper zurück nach Enschede.

### Nationalmannschaft
Im November 2011 bestritt Pröpper fünf Freundschaftsspiele für die niederländische U-19-Nationalmannschaft.

## Erfolge
BV De Graafschap
- Aufstieg in die Eredivisie 2015

## Privates
Seine Brüder Davy und Mike sind ebenfalls aktive Profi-Fußballspieler.